# Reneuzzi
Reneuzzi is een onbewoond plaats (frazione) in de Italiaanse gemeente Carrega Ligure. Dit dorp is onbewoond sinds 1961.

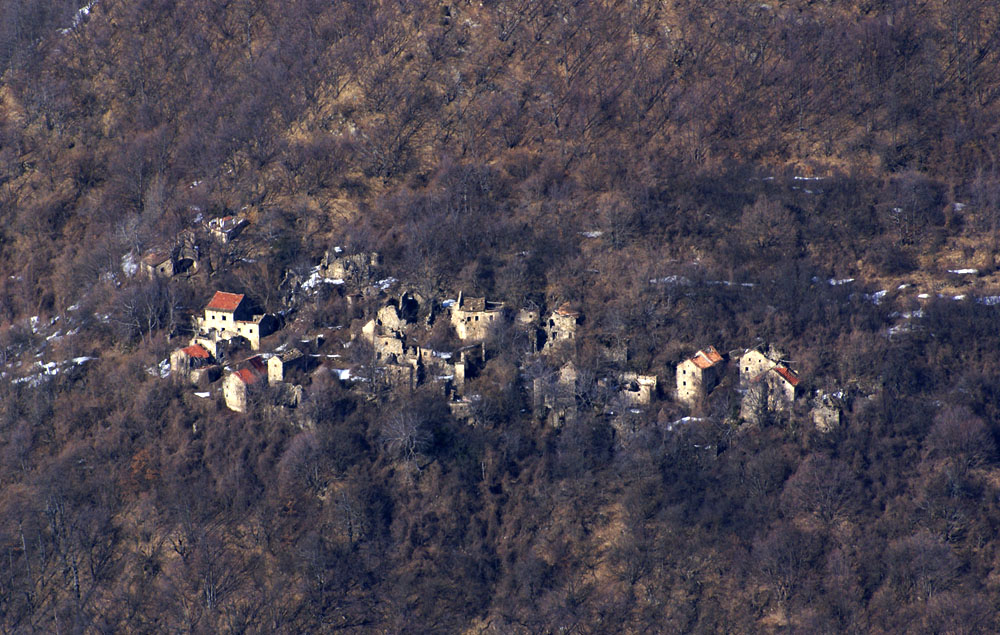
Reneuzzi; luchtfoto